# 사쿠라이정 (도야마현)
사쿠라이정(桜井町)은 도야마현 시모니카와군에 있던 정이다. 현재의 구로베시에 해당한다.
사쿠라이정은 사노 사토에몬위 조세이의 충성을 치하하기 위해 부여된 사쿠라이장(桜井荘)의 이름을 따서 붙여진 지명이다.  과거 구로베 시내에는 사쿠라이 다리와 사쿠라이 주조(1927년 2월 창립)라는 양조장이 있었으며, 현재도 시내에는 사쿠라이라는 명칭이 많이 남아 있다(도야마현립 사쿠라이 고등학교, 구로베 시립 사쿠라이 중학교, 구로베 시립 사쿠라이 초등학교, 니이카와 신용금고 사쿠라이 지점, 사쿠라이 햄 등). 또한 1951년부터 1989년까지 전철 구로베역은 전철 사쿠라이역이라는 명칭이었다. 

## 역사
- 1939년 10월 - 밋카이치정, 이시다촌 이를 계기로 같은 해 12월 17일까지 왼쪽의 두 촌에 더해 마라쓰바키촌, 오후세촌, 마에자와촌, 오기우촌, 와카구리촌, 합병에 대한 의견을 수렴하였다.
- 1940년 2월 11일 -밋카이치정, 마라쓰바키촌, 오후세촌, 마에자와촌, 오기우촌, 와카구리촌이 합병해 사쿠라이정이 성립하였다. 합병 당시 인구는 17,535명으로 도야마현에서 두 번째로 인구가 많은 정이었다.
- 1953년 10월 1일 - 히가시후세촌을 편입하였다.
- 1954년 4월 1일 - 이쿠지정과 합병해 구로베시가 성립하였다

## 참고문헌
- 『魚津・黒部・下新川今昔写真帖』郷土出版社、2007年。